# Fussballclub Zürich
FC Zürich (abreviação de Fussballclub Zürich), normalmente em português Zurique, é um time de futebol da suíça, com sede na cidade de Zurique. Actua nos jogos em casa no estádio Letzigrund, um dos palcos do UEFA Euro 2008.

## História
Tradicionalmente o FCZ é o clube do baixo / trabalho de classe, enquanto clube rival Grasshopper-Club Zürich é o clube da classe alta. Estas diferenças sociais foram borradas nos últimos anos. Zurique's hardcore adeptos estão situados em uma área conhecida como o Sudkurve do Letzigrund. Eles são muito vocais aqui. Entre os apoiantes Sudkurve existem muitos grupos, como o galho FCZ Boys. 

### Final vs Basel, 13 maio de 2006
Antes da última rodada da Super Liga 2005-06 suíço, o FC Zürich foi a três pontos atrás FC Basel na tabela classificativa. O último jogo da temporada foi contestada por estes dois clubes para o título da liga no St. Jakob Park, Basel. Alhassane Keita marcou o primeiro gol para o FC Zürich. Na segunda metade Mladen Petric igualadas. Basel foram segundo afastado do título, quando, no minuto 93. Florian Stahel passou a bola para o Iulian Filipescu, que marcou e fez 2-1 para o FC Zürich. FC Zürich ganhou o título da liga. Após o apito final o campo foi invadido pelo FC Basel, que também atacaram apoiantes FC Zürich jogadores .
Clubes rivais como o Grasshopper-Club, juntamente com FC Basel são os maiores rivais do FC Zürich. Devido à intensa rivalidade, estes jogos são os chamados "Alto Risco-Jogos".

## Títulos
- Campeonato Suíço: 13 (1924, 1963, 1964, 1966, 1968, 1974, 1975, 1976, 1981, 2006, 2007, 2009, 2022)

- Copa da Suíça: 11 (1966, 1970, 1972, 1973, 1976, 1981, 2000, 2004, 2005, 2014, 2016, 2017 e 2018)

- Copa da Liga Suíça: 3 (1980, 1981 e 1983)

- Segunda Divisão Suíça: 1 (2017)

## Elenco atual
Atualizado 2 de junho de 2025.

## Notáveis Jogadores
| - René Botteron - Frédéric Chassot - Blerim Džemaili - Ruedi Elsener - Joan Gamper - Karl Grob - Daniel Gygax - Daniel Jeandupeux - Gökhan Inler |  | - Jakob Kuhn - Fritz Künzli - Heinz Lüdi - Xavier Margairaz - Erni Maissen - Marco Pascolo - Franz Peterhans - Gian-Pietro Zappa - Hanspeter Zwicker |  | - Iulian Filipescu - Adrian Ilie - Mihai Tararache - Marcel Răducanu - Pierre Santos - Raffael - Francisco Lima - Clederson Cesar - Roberto Di Matteo - Rosario Martinelli - Herbert Waas - Jonas Thern - Jure Jerkovic - László Kubala |  |  |
| |  | |  | |  |  |

## Histórico

### Classificações
|           | I | II | III | IV | V | VI | Pts    | J  | V  | E  | D  | G.M. | G.S. | Diff. |
| 2021-2022 | 1 |    |     |    |   |    |        |    |    |    |    |      |      |       |
| 2008-2009 | 1 |    |     |    |   |    | 79 pts | 36 | 24 | 7  | 5  | 80   | 36   | +44   |
| 2007-2008 | 3 |    |     |    |   |    | 56 pts | 36 | 15 | 11 | 10 | 58   | 43   | +15   |
| 2006-2007 | 1 |    |     |    |   |    | 75 pts | 36 | 23 | 6  | 7  | 67   | 32   | +35   |

## Uniformes

### Uniformes dos jogadores
- 1º Uniforme - Camisa branca, calção e meias brancas;
- 2º Uniforme - Camisa azul, calção e meias azuis.

| 1º Uniforme | 2º Uniforme |  |

### Uniformes dos goleiros
- Camisa verde, calção e meias verdes;
- Camisa cinza, calção e meias cinzas;
- Camisa vermelha, calção e meias vermelhas.

| Cores do Time · Cores do Time · Cores do Time · Cores do Time · Cores do Time | Cores do Time · Cores do Time · Cores do Time · Cores do Time · Cores do Time | Cores do Time · Cores do Time · Cores do Time · Cores do Time · Cores do Time |  |

### Uniformes anteriores
- 2018-19

| Primeiro | Segundo | Terceiro | Europa |

- 2017-18

| Primeiro | Segundo |

- 2016-17

| Primeiro | Segundo |

- 2015-16

| Primeiro | Segundo |

- 2014-15

| Primeiro | Segundo |

- 2013-14

| Primeiro | Segundo | Terceiro |

- 2012-13

| Primeiro | Segundo |

- 2011-12

| Primeiro | Segundo |  |

- 2010-11

| Primeiro | Segundo |  |

- 2009-10

| Primeiro | Segundo |  |

- 2008-09

| Primeiro | Segundo |

- 2007-08

| Primeiro | Segundo |  |

- 2006-07

| Primeiro | Segundo |  |